# Joan of Arc, Dick Cheney, Mark Twain
Joan of Arc, Dick Cheney, Mark Twain — седьмой студийный альбом американской инди-рок-группы Joan of Arc, выпущенный 24 августа 2004 года. Это их первый альбом для Polyvinyl Record Co.. Согласно интервью 2018 года, это любимый альбом Joan of Arc для их лидера Тима Кинселлы.

## Отзывы
| Совокупная оценка | Совокупная оценка |
| Источник          | Оценка            |
| ----------------- | ----------------- |
| Metacritic        | 70/100            |
| Оценки критиков   |                   |
| Источник          | Оценка            |
| AllMusic          | [ 5 ]             |

Альбом получил положительные отзывы музыкальной критики и интернет-изданий: Allmusic. На интернет-агрегаторе Metacritic, который присваивает нормализованный рейтинг из 100 баллов по рецензиям основных изданий, альбом получил средний балл 70, что означает «благоприятный приём».
Джонни Лофтус отметил в Allmusic, что «это альбом, влюблённый в отчётливую многословность. Название каждой песни — это искусная аранжировка как текста, так и звука. Joan of Arc, похоже, действительно считает, что небо уже упало, и его осколки заставляют наши отношения кровоточить от абсурда. Но, несмотря на то, что их слова наводят на столь весомые темы, альбом остаётся воздушным в звуковом плане. Он может быть напряжённым, но он никогда не бывает плотным. Но эти отрывки, кажется, подчёркивают циничный взгляд группы на культуру. Только шум спасёт нас, и все такое. Пластинка заканчивается „The Cash In and Price“, которая возвращается к мотиву наложенных друг на друга голосов из заглавного трека».

## Список композиций
1. Questioning Benjamin Franklin’s Ghost — 3:17
2. Apocalypse Politics — 2:22
3. The Title Track of This Album — 1:19
4. Queasy Lynn — 2:36
5. White and Wrong — 3:26
6. Onomatopoepic Animal Faces — 4:20
7. A Half-Deaf Girl Named Echo — 5:32
8. 80’s Dance Parties Most Of All — 1:49
9. Deep Rush — 1:56
10. Gripped By The Lips — 4:15
11. Fleshy Jeffrey — 4:12
12. Abigail, Cops and Animals — 4:33
13. «Still» From Miss Kate’s Texture Dictionary 2:25
14. The Details of the Bomb — 4:17
15. I Trust a Litter of Kittens Still Keeps the Colosseum — 6:20
16. The Telephones Have Begun Making Calls — 3:29
17. The Cash In and Price — 1:09